# Muzyka poważna

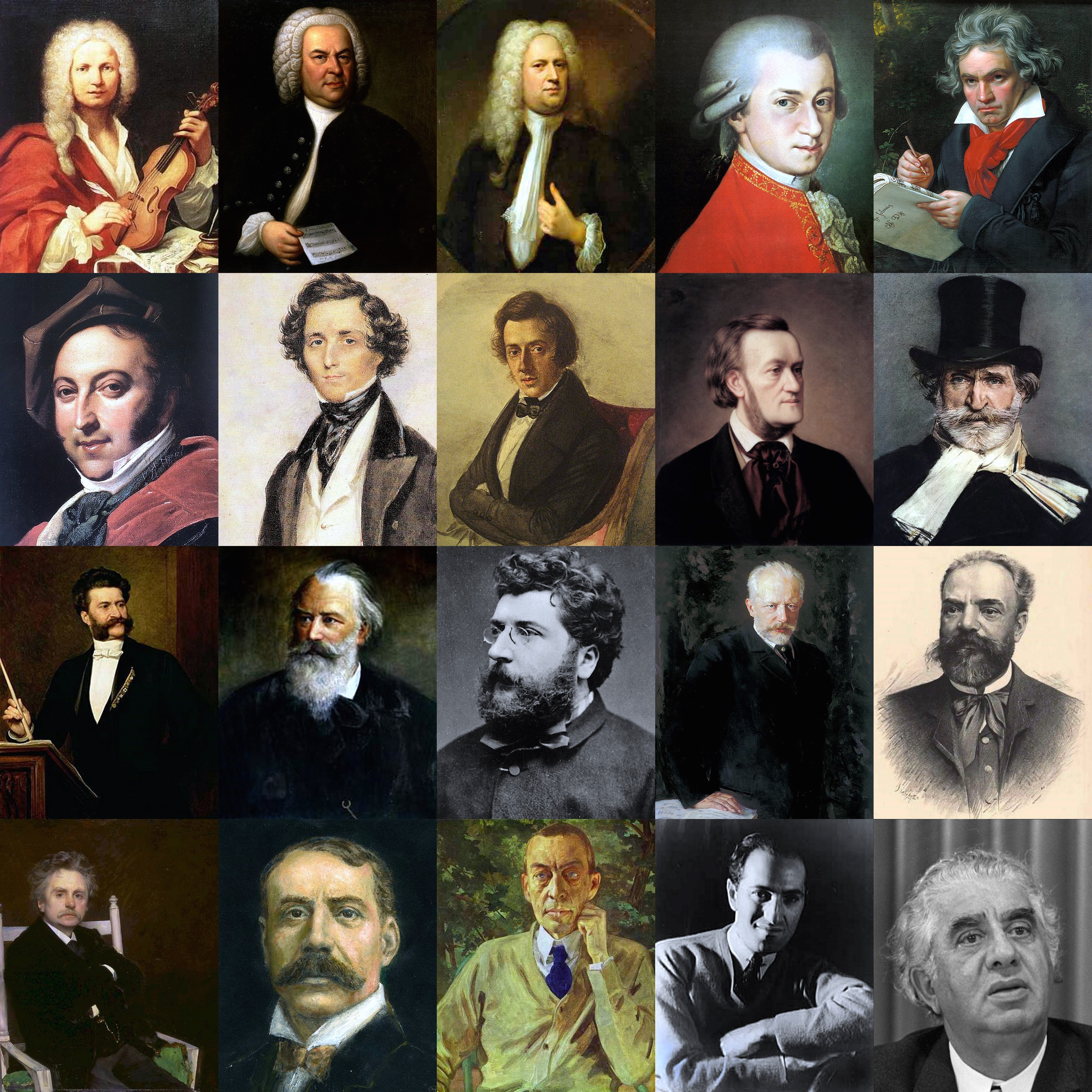
Kolaż wizerunków kompozytorów muzyki poważnej z kręgu zachodniego.
Od lewej do prawej:
pierwszy rząd – Antonio Vivaldi, Johann Sebastian Bach, Georg Friedrich Händel, Wolfgang Amadeus Mozart, Ludwig van Beethoven;
drugi rząd – Gioacchino Rossini, Felix Mendelssohn-Bartholdy, Fryderyk Chopin, Richard Wagner, Giuseppe Verdi;
trzeci rząd – Johann Strauss (syn), Johannes Brahms, Georges Bizet, Piotr Czajkowski, Antonín Dvořák;
czwarty rząd – Edvard Hagerup Grieg, Edward Elgar, Siergiej Rachmaninow, George Gershwin, Aram Chaczaturian

Muzyka klasyczna, muzyka poważna – terminy słownikowe, które w Wielkim słowniku języka polskiego (WSJP) oraz w Słowniku języka polskiego PWN (SJP) są zdefiniowane jako muzyka wywodząca się z tradycji klasycznych. WSJP dodaje „muzyka nawiązująca do klasycznych form”, zawęża zakres funkcyjny do gatunków muzycznych przeznaczonych do słuchania, a nie do tańca, oraz kontrastuje muzykę klasyczną z muzyką lekką, rozrywkową.
WSJP wskazuje pojęcie „muzyka poważna” jako wariant pojęcia „muzyka klasyczna”, natomiast SJP oraz encyklopedia Muzyka – pojęcie „muzyka klasyczna” jako synonim pojęcia „muzyka poważna”. Autorzy hasła „art music” („muzyka artystyczna”) w brytyjskim leksykon muzycznym Grove Dictionary of Music and Musicians zauważają, że literatura muzyczna publikowana od końca wieku XIX oraz podejmowane współcześnie interdyscyplinarne i scentralizowane wokół muzyki debaty pozwalają bez wahania zrównać ze sobą terminy muzyka artystyczna, muzyka klasyczna oraz muzyka poważna.

## Terminologia
Danuta Gwizdalanka w Historii muzyki wyjaśnia, że termin „klasyczny” (łac. classicus = pierwszorzędny) przyjmuje różne znaczenia. W kontekście historycznym „klasyczny” oznacza odnoszący się do kultury antycznej, w kontekście normatywnym wskazuje artystów i twórczość uznane za doskonałe i godne naśladowania, a w kontekście stylistycznym znaczy „zrównoważony, doskonały i szlachetnie prosty”. Potocznie, termin „klasyczny” oznacza „oryginalny i najlepszy” lub „typowy i tradycyjny”, w obu przypadkach odnosząc się do czegoś lub kogoś godnego naśladowania. Bogusław Śmiechowski w Historii muzyki napisał, że słowo „klasyczny” oznacza coś, co może uchodzić za wzór, co jest doskonałe i typowe.
Mała encyklopedia muzyki (1981) i później Encyklopedia muzyki stosując kryterium funkcji społecznej wydzieliły muzykę poważną jako różną od muzyki rozrywkowej i muzyki ludowej. Identyczny podział, ale bazujący tylko na analizie muzyki Zachodu, opublikowany został przez brytyjskiego muzykologa Philipa Tagga w 1979 i później, w okrojonej o dwa kryteria socjologiczne formie, w 1982. W opracowanym przez siebie podziale, który nazwał „trójkątem aksjomatycznym”, Tagg wyróżnił muzykę artystyczną (inaczej muzykę klasyczną i muzykę poważną), muzykę rozrywkową i muzykę ludową. Spośród siedmiu wytypowanych przez siebie cech, cztery wyróżnił jako charakterystyczne wyłącznie dla muzyki poważnej: główny sposób utrwalania i dystrybucji – notacja muzyczna (a nie przekaz ustny czy nagrania), typ społeczeństwa, z którym jest głównie związana – rolniczo-przemysłowe (a nie koczowniczo-rolnicze lub stricte przemysłowe), sposób finansowania we współczesnym świecie – publiczny (a nie prywatny lub niemonetarny), jednolita teoria z estetyką. Taki sam podział muzyki na trzy kategorie (artystyczną, ludową i rozrywkową) przedstawiony jest w brytyjskim leksykonie muzycznym Grove Dictionary of Music and Musicians. Autorzy hasła zwracają uwagę, że podział nie jest sztywny – poszczególne typy muzyki przenikają się, nakładają i mają wspólne cechy, a od XXI wieku ich granice zaczęły się coraz bardziej zacierać.